# Feux de forêt (The Walking Dead)
Pour les articles homonymes, voir Wildfire (homonymie).
Feux de forêt est le cinquième épisode de la Saison 1 de la série télévisée The Walking Dead, classifiée dans le genre des séries télévisées d'horreur post-apocalyptique. L'épisode a d'abord été diffusée aux États-Unis sur AMC le 28 novembre 2010, et a été écrit par Glen Mazzara et réalisé par Ernest R. Dickerson. Cet épisode marque le départ de l'acteur Andrew Rothenberg qui jouait Jim.

## Intrigue
Les survivants font face aux conséquences de l'attaque de zombies, enterrant leurs morts et brûlant les corps des zombies. Andrea reste avec le corps d' Amy, s'excusant de ne pas passer plus de temps avec elle, avant que le corps ne commence à se réanimer et qu'elle ne lui tire une balle dans la tête. Alors qu'ils réévaluent leur situation, Jim révèle qu'il a été mordu lors de l'attaque, et alors que Daryl Dixon veut le tuer avant qu'il ne se retourne, Rick Grimes l'arrête, lui disant qu'ils ne tuent pas les vivants. Daryl souligne l'hypocrisie après que Rick ait pointé une arme sur lui.
Craignant que le camp ne soit plus sûr, Rick suggère au groupe de se rendre à l' installation du CDC à Druid Hills, en Géorgie, où ils pourraient avoir un remède. Shane ne croit pas que c'est sûr et essaie de convaincre Lori , la femme de Rick, de faire changer d'avis Rick, mais elle refuse. Shane, toujours mécontent de la réapparition de Rick perturbant sa relation avec Lori, tente de tirer sur Rick mais s'arrête lorsque Dale le repère. Le camp fait ses valises, Rick informant par radio Morgan Jones qu'Atlanta n'est pas en sécurité. Morales et sa famille choisissent de partir seuls vers Birmingham, et Rick leur donne certaines des armes et des fournitures. Le reste des survivants se dirige vers le CDC. En route, alors qu'ils réparent le camping -car de Dale , Jim commence à se sentir comme s'il était sur le point de tourner et demande à être laissé pour compte. Le groupe le laisse sous un arbre au bord de la route.
Au CDC, un scientifique solitaire, Edwin Jenner, prélève des tissus qui font partie de l'épidémie "Wildfire" qui dure depuis plus de 190 jours. Au cours d'un test, sa combinaison de protection contre les risques biologiques est endommagée et il prend rapidement des précautions d'urgence, qui détruisent les échantillons restants qu'il doit étudier. Sans autre moyen de procéder, Jenner envisage de se suicider lorsqu'il voit le groupe de Rick apparaître à l'extérieur du bâtiment scellé. Rick voit des caméras de surveillance les regarder et demande qu'on les laisse entrer avant qu'une horde de zombies ne les atteigne. Jenner déclenche les portes extérieures, permettant au groupe de Rick d'entrer en sécurité.

## Production

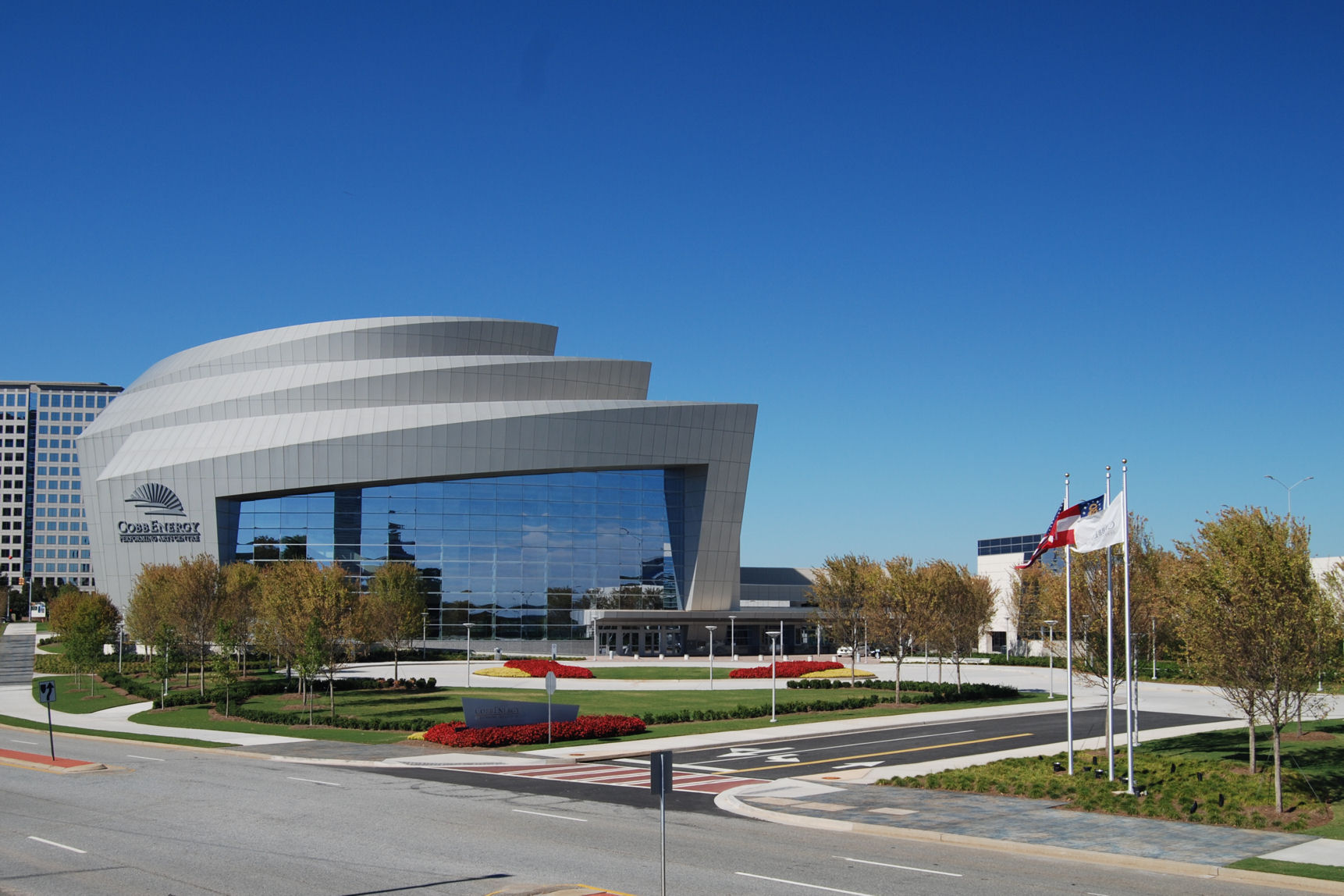
Cobb Energy Performing Arts Center, principal lieu de tournage de l'épisode.

Wildfire a été réalisé par Ernest R. Dickerson et écrit par Glen Mazzara. L'acteur Noah Emmerich a fait une apparition dans l'émission, dépeignant le personnage d'Edwin Jenner, l'un des rares personnels médicaux restants dédiés à l'éradication du virus. L'apparition d'Emmerich a été officiellement annoncée en novembre 2010. Le créateur Frank Darabont a préfiguré le développement de l'épisode le même mois, aux côtés du prédécesseur "Le gang" et de la finale de la première saison, "Sujet-test 19". "Avant que tout ne soit dit et fait, les opinions et les actions du groupe sont divisées. "La productrice Gale Anne Hurd a ajouté : "Les enjeux sont plus élevés, les dissensions se développent, les rivalités s'intensifient." 

La photographie principale de Wildfire s'est déroulée au Cobb Energy Performing Arts Center , qui était décrit comme les Centers for Disease Control and Prevention . Les producteurs de l'émission n'étaient pas autorisés à photographier l'intérieur des bâtiments réels dans le cadre des Centers for Disease Control and Prevention comme point de référence en raison de sa haute sécurité. Contrairement à l'épisode successif, où le tournage a eu lieu principalement à l'intérieur du Cobb Energy Performing Arts Center, la production de Wildfire s'est produite à l'extérieur du bâtiment. Darabont a conçu l'idée d'explorer les Centers for Disease Control and Prevention, car son siège social est à proximité d'Atlanta. Bien que l'emplacement ne figurait pas dans les bandes dessinées du même nom , Kirkman était satisfait de l'idée et a déclaré que Darabont cherchait à s'écarter des bandes dessinées au lieu d'une interprétation littérale. "Frank a toujours soutenu que la BD est un chemin mais on n'est pas bloqué dessus. Si une idée d'histoire se présente, on quittera le chemin pour un épisode ou deux, mais on y reviendra toujours, " il a dit. 
C'était honnêtement l'une de mes scènes préférées de la série jusqu'à présent. Glen Mazzara, qui a écrit cet épisode, a fait un travail incroyable pour augmenter la tension. Laurie Holden a fait un excellent travail, puis Emma a fait sa transformation en zombie - c'était vraiment cool.
Dans " Wildfire ", Andrea tire sur sa sœur décédée Amy après qu'elle soit lentement ressuscitée en marchette. Greg Nicotero, le directeur des effets spéciaux de The Walking Dead , a fait porter à Bell des lentilles de contact d'apparence moins dure, car il voulait qu'un lien émotionnel résonne entre les personnages. Bell a admis qu'elle était perplexe sur la façon d'aborder la scène. "Je me suis allongé sur les copeaux de bois et j'ai juste regardé le ciel et regardé le visage de ma sœur", a expliqué Bell. "Toutes ces pensées et ces émotions ont commencé à affluer, alors j'ai vraiment eu de la chance." Jim, interprété par Andrew Rothenberg , meurt également dans cet épisode, mordu par un marcheur, et est abandonné.Sa mort est considérée comme la 35e mort la plus importante de la série. Adam Minarovich a joué Ed, le mari de Carol et la première victime de la série. C'est la dernière apparition de Morales, joué par Juan Pareja , et sa famille (Maddie Lomax et Noah Lomax comme Eliza et Louis Morales, ses enfants, et Viviana Chavez comme Miranda Morales, son épouse), jusqu'à son retour dans l'épisode 2 de la saison 8 nommé Les damnés.
Bear McCreary a composé moins de partitions dans Wildfire par rapport aux autres épisodes de la série, mettant l'accent sur le silence, ce que McCreary a estimé que la musique était plus subtile lorsqu'elle correspondait au silence. Il a constaté qu'en conséquence, la musique était plus efficace car il n'ajoutait pas de son "pour être entendu". "Lorsque vous n'avez pas de lits ambiants sur toute votre partition", a-t-il déclaré, "cela signifie que l'entrée de la musique a beaucoup plus de pouvoir. Nous avons vraiment repoussé les limites de la durée pendant laquelle nous pouvons rester sans musique."

## Réception

### Audience
Lors de sa première diffusion le 28 novembre 2010, "Wildfire" a été regardé par 5,56 millions de téléspectateurs, ce qui a augmenté en audience par rapport à l'épisode précédent. À l'époque, il s'agissait de l'épisode le mieux noté de la série à la fois en termes d'audience globale et de population de 18 à 49 ans.

### Critique
Leonard Pierce de The A.V. Club lui a attribué une note de A+ sur une échelle de F à A, qualifiant l'épisode de "très bon, captivant comme l'enfer et peut-être mon épisode préféré de la saison jusqu'à présent". Il a également félicité la mise en scène d' Ernest Dickerson , affirmant qu'il "avait fourni des configurations de prise de vue fantastiques et utilisé la caméra 16 mm mieux que quiconque jusqu'à présent". Dans l'ensemble, il a commenté: "L'épisode a fourni beaucoup de drame émotionnel, et même s'il était quelque peu léger sur l'action des zombies, il a produit une énorme ruée vers l'action à la fin. Il dépouille les personnages au point où leurs relations sont devient plus significatif, et il introduit un véritable joker au bon moment."